# مارينا (مغنية)
مارينا (باليابانية: marina) هي مغنية مؤلفة ومغنية يابانية، ولدت في 7 فبراير 1987 في ميازاكي في اليابان.

## وصلات خارجية
- الموقع الرسمي
- مارينا على موقع ميوزك برينز (الإنجليزية)
- مارينا على موقع ديسكوغز (الإنجليزية)